# Antonov A-13
O Antonov A-13 foi um planador acrobático soviético que voou durante a década de 1950 e 1960. Era uma aeronave pequena, de assento único e construção de alumínio desenvolvida a partir do A-11 que podia opcionalmente ser equipado com a asa maior desta aeronave. Possuía uma fuselagem similar a um girino, monoplano de asa média e uma cauda em V. Em fevereiro de 1962, um A-13 foi equipado com um pequeno motor turbojato para atingir o recorde mundial de velocidade de 196 km/h (122 mph) para aeronaves de peso inferior a 500 kg. Esta versão motorizada a jato ficou conhecida como An-13

## Variantes
- A-13 : Planador acrobático de assento único.
- A-13M : Versão motorizada, equipado com um Motor a pistão de baixa potência.
- An-13 : Versão motorizada a jato.

## Especificações (A-13)
Dados de: The World's Sailplanes:Die Segelflugzeuge der Welt:Les Planeurs du Monde Volume II
Descrições gerais
- Tripulação: 1
- Comprimento: 6 m (20 ft)
- Envergadura: 12,1 m (40 ft)
- Altura: 1,2 m (3,9 ft) (na cabine de pilotagem)
- Área alar: 10,44 m² (112 ft²)
- Peso vazio: 254 kg (560 lb)
- Peso bruto (carregado): 360 kg (794 lb)

Performance
- Velocidade máxima: 350 km/h (217 mph)
- Força G: +8.66 -3.9 G
- Carga alar: 34.5 kg/m²
- Notas: 

  - Velocidade máxima em ar turbulento: 350 km/h
  - Velocidade de reboque: 200 km/h
  - Velocidade de lançamento: 120 km/h